# Виетнам
Виетна̀м, официално Социалистическа репу̀блика Виетна̀м (на виетнамски: Cộng hoà Xã hội chủ nghĩa Việt Namчуй), е държава в Югоизточна Азия. Намира се в източния край на полуостров Индокитай и граничи с Китай, Лаос, Камбоджа и Южнокитайско море. С площ 331 688 km² и 96 милиона жители Виетнам се нарежда на 13-о място по население в света и на 65-о по площ.
Още от древността Виетнам се намира под силното влияние на Китайската цивилизация, което се запазва и след 10 век, когато в страната се утвърждават династии с местен произход. В средата на 19 век тя е превърната в колония на Франция, но през 40-те години на 20 век французите са изтласкани от силно националноосвободително движение, което оставя страната разделена на две – Северен Виетнам и Южен Виетнам. Виетнамската война, започнала като сблъсък между тези две държави, става едно от най-интензивните огнища на Студената война, като комунистическият блок подкрепя Севера, а Съединените щати – Юга. През 1975 година комунистите удържат победа и страната е обединена под техен контрол.
В края на 70-те години Виетнам се намесва с военни сили в полза на една от комунистическите фракции в Камбоджа, което предизвиква и краткотрайната Китайско-виетнамска война през 1979 година. От средата на 80-те години комунистическият режим провежда политика на стопанска либерализация, която довежда до бърз и продължителен икономически растеж. През 2007 година Виетнам става член на Световната търговска организация, а на следващата година е избрана за непостоянен член на Съвета за сигурност на Организацията на обединените нации. Страната членува успешно и в Асоциацията на страните от Югоизточна Азия (АСЕАН).

## Наименование
През вековете територията, наричана днес Виетнам, е имала много различни имена: Ванланг (Văn Lang) по време на династията Хонгбанг, Ъолак (Âu Lạc) по време на владетеля Андиънвиън, Вансуън (Van Xuan) по време на династията Ли, Дайковиет (Đại Cồ Việt) по време на династията Дин и късната династия Ле.
Сегашното наименование на страната, Виетнам (Việt Nam), става официално през 1804 година, когато е утвърдено от император Гиълон. То представлява вариант на използваното в древността наименование Намвиет (Nam Việt, „южни виет“), с което са означавани южните области, обитавани от народите юе (на виетнамски: Việt). През 1839 година император Минман отново преименува държавата на Дайнам (Đại Nam, „Велик Юг“), но след възстановяването на независимостта през 1945 година отново е прието името Виетнам.

## География

### Разположение и релеф
Площта на Виетнам е 331 688 km² (без спорните Параселски острови) и заема източното крайбрежие на полуостров Индокитай. Граничи с Китай на север (дължина на границата – 1281 km), с Лаос на запад (2130 km) и с Камбоджа на югозапад (1228 km). Има излаз на Южнокитайско море и неговите Тайландски залив на юг и Тонкински залив на север, като бреговата линия има обща дължина 3260 km (без да се включват островите). Виетнам има силно удължена форма, наподобяваща буквата S, като дължината ѝ от север на юг е 1650 km, а ширината в най-тясната част – едва 50 km.
Виетнам е страна на тропични равнини, хълмове и покрити с гъсти гори планини. Разделен е на няколко физикогеографски региона. Това са делтата на Хонгха, северният планински регион, централният планински регион, крайбрежният равнинен регион и регионът на делтата на Меконг на юг.
В северната част на страната е разположена делтата на река Хонгха (Донг Банг Сонг Хонг), обширна равнина с триъгълна форма и площ около 15 хиляди km². В геоложкото минало част от Тонкинския залив, тя е запълнена с плодородни алувиални наноси и днес е най-гъсто населената и интензивно обработвана област в страната. Равнината около Хонгха е оградена с планини, които заемат по-голямата част от Северен Виетнам. Сред тях е разположената на северозапад планина Фансипан, която достига надморска височина 3143 m и е най-високата, както във Виетнам, така и в цял Индокитай.
Централната и южната част на Виетнам е доминирана от Анамските планини, планинска верига с продължаваща на северозапад в Лаос дължина от 1100 km и най-висок връх Нгоклин (2598 m). Източно от Анамската планина е разположена тясна крайбрежна низина, следваща бреговата линия на Южнокитайско море. В най-южната част на страната се намира делтата на река Меконг с площ около 40 хиляди km². Тя представлява обширна низина с преобладаваща надморска височина около 3 m, пресечена от сложна мрежа от канали и речни ръкави.

### Климат
Климатът на Виетнам до голяма степен се определя от мусоните. По време на сухия зимен сезон, продължаващ от ноември до април, мусонните ветрове духат от север и североизток, през територията на Китай, където от въздушните маси се отнема значителна част от влагата. В периода на южния и югоизточен летен мусон, от май до октомври, в страната навлиза влажният въздух от морето, в резултат на което валят силни дъждове.
Заради различията в географската ширина и релефа, климатът не е еднакъв във всички части. В климатичната класификация на Алисов цялата територия на страната попада в субекваториалния пояс. Класификацията на Кьопен разграничава три основни области – влажен субтропичен климат (Cwa) в северните части, тропичен саванен климат (Aw) на юг и тропичен мусонен климат (Am) в Анамската планина.
Годишното количество на валежите в цялата страна е значително – от 1200 до 3000 mm. Почти 90% от валежите падат по време на летния мусон. Средната годишна температура в равнините е по-висока от температурата в платата и планините. В южната част на страната няма изразен хладен сезон, но на север най-хладните месеци са декември и януари, когато минималните температури падат до около 5 °C. Най-горещи са месеците април и май с температури по-високи от 37 °C.

### Флора и фауна
Виетнам е разположен в източната част на Индомалайската биогеографска зона. Около 40% от територията на страната е заета от гъсти екваториални гори, в които живеят множество растителни и животински видове. Флората и фауната на тези области не е добре изследвана и през последните години продължават да бъдат описвани нови видове, включително едри животни, като саола (Pseudoryx nghetinhensis) или гигантски мунтжак (Muntiacus vuquangensis). Характерни бозайници, срещащи се във Виетнам, са биволите, гибоните, леопардите. В отделни изолирани райони се срещат тигри, както и част от последните запазени в природата явански носорози.
В страната са създадени множество защитени територии, сред които са и шест биосферни резервата – Кангио, Каттиен, Катба, Умин, Донг Банг Сонг Хонг, Нгеан.

## История

### Древна история
Територията на днешен Виетнам е населявана още от палеолита, както показват някои археологични находки от провинция Тханхоа на възраст няколко хиляди години. Археолозите свързват началото на виетнамската цивилизация с културата Фунг Нгуен, съществувала от късния неолит до ранната бронзова епоха (първата половина на 2 хилядолетие пр.н.е.) в днешната провинция Винфук.
През 12 век пр.н.е. започналото отглеждане на ориз в мокри оризища и леене на бронз в долините на Ма и Хонгха поставя началото на културата Донг Шон, известна със сложните си бронзови барабани. От този период са известни множество малки медни мини в северната част на страната. Бронзовите оръжия, инструменти и барабани от донгшонските археологически обекти показват връзки с останалата част на Югоизточна Азия и говорят за местен произход на техниката на леене на бронз. Сред общите за региона находки са ковчезите и погребалните урни с форма на лодка, наколните жилища и оцветяването на зъбите в черно.
Легендарната династия Хонгбанг традиционно се приема за създател на първата виетнамска държава, наричана Ванланг. През 257 година пр.н.е. губи властта от Андиънгвиънг, който обединява племената лак виет със своите ъу виет, създавайки държавата Ъулак. През 207 година пр.н.е. китайският военачалник Джао Туо нанася поражение на Андиънгвиънг и присъединява Ъулак към своята държава Нанюе. През 111 пр.н.е. година пр.н.е. Нанюе от своя страна е присъединена към китайската империя Хан.
През последвалото хилядолетие Виетнам остава част от Китайската империя. Опитите за отделяне от нея, като тези на сестрите Чинг и на Чиеу Тхи Чин постигат само временни успехи. По-дълго се задържа династията Ли – от 544 до 603 година. В началото на 10 век, при падането на династията Тан, Виетнам придобива известна автономия под управлението на местни аристократични фамилии, но остава в рамките на Империята.

### Ранни династии
През 938 година местният владетел Нго Куйен нанася поражение на китайците в битката на река Бачданг и става независим от империята на Късната Хан. Той дава на страната името Дайвиет и поставя началото на династията Нго, която след кратък период на безредици е сменена през 968 година от династията Дин, а през 980 година – от династията Ранна Ле.
По-продължително е управлението на династиите Ли и Чан, при които средновековен Виетнам достига своя разцвет.
Династията Ли (1009 – 1225) е първата виетнамска династия, която се задържа на власт повече от няколко десетилетия, което им дава възможност да разширят териториално страната и да я развият културно.
По време на управлението им, влиянието на будизма значително се засилва. Открит е и първият университет във Виетнам „Храма на литературата“ през 1070 г., с цел подбор на талантливи държавни служители, които не са с благородническо потекло. Политически, Ли създават система на управление, основана на върховенството на закона, а не на авторитарните принципи. По тяхно време столицата на държавата става град Тханглонг. Династия Ли придобива голям авторитет и управлява страната харесвана от своите поданици, а не със сила и военни средства, подобно на предишните династии.
Династия Чан (1225 – 1400) взима властта в Дайвиет, след като последният монарх от династията Ли, императрица Ли Чиеу Хоанг абдикира от престола в полза на съпруга си Чан Тхай Тонг.
Началото на управлението и започва в един от най-трудните моменти за средновековен Виетнам. На север от страната се появява голяма заплаха в лицето на монголите на Кубилай хан, които все повече наближават с войските си границите на страната, завладявайки едно след друго южните китайски царства. В тези трудни години династия Чан извършва голям подвиг. Водена от Чан Хънг Дао и третият император от династията Чан Нян Тонг, успява да отблъсне три пъти (през 1258, 1285 и 1288 г.) монголските нашественици. Династията управлява общо 175 години.
През 1400 г. властта в страната се поема от династия Хо. Управлението ѝ обаче продължава само 7 години. През 1407 г. Виетнам е завзет и подчинен от китайската династия Мин.
Независимостта е възстановена през 1428 година, когато властта е поета от Ле, най-дълго управлявалата династия в историята на страната.

### Династия Ле
През 1418 г. Ле Лой, богат земевладелец от Тхан Хоа, започва движение за национално освобождение и независимост от династията Мин. След 10-годишна борба, китайците са принудени да отстъпят, а Ле Лой се обявява за император през 1428 г., като поставя началото на най-дълго управляващата династия във Виетнам – Ле.
По време на управлението на император Ле Тхан Тонг, Дайвиет претърпява значителен напредък. Ле Тхан Тонг прави много реформи в държавата, като въвежда нов правен кодекс; подпомага изкуството, образованието и литературата; подобрява условията за земеделие, като защитава малките от крупните земевладелци и др. По негово време и при управлението на следващите императори от династията, Виетнам се разширява значително териториално на юг, като покорява кралство Чампа, около 1471 г. и откъсва части от Кхмерската империя и Лансанг.
След „Златния век“ при Тхан Тонг и последвалите го императори, Виетнам все повече запада. Скъпо струващите разширителни войни, неефективно работещият държавен апарат и все по-голямото обедняване на селяните и хората от ниските кръгове засилва недоволството към управляващата династия. През 1516 г., в провинция Куанг Нин избухва селски бунт, който прераства в гражданска война. Бунтовниците правят два опита да завземат столицата Тханглонг, като принуждават управниците да я напуснат и да избягат в Тхан Хоа. Гражданската война продължава до 1521 г., когато бунтовническата армия е победена в контраофанзива на войските на династия Ле.
Макар и да успява да потуши селските въстания династия Ле изгубва голяма част от силата и авторитета си. Реалната власт в държавата преминава в ръцете на различни феодални групи. През 1528 г. една от тези групи – династия Мас, с подкрепата на китайската династия Мин предявява претенции към престола, малко след което Мас Данг Танис се провъзгласява за император. Виждайки заплаха от това Виетнам да бъде лишен от държавност и да стане марионетка на Мин, останалите феодали се обединяват, като се изправят срещу династия Мас. През 1592 г. династия Ле е възстановена като управляваща, макар и без реална власт. След 1545 г., Виетнам е разделен на две части на влияние, като на север властта преминава в ръцете на дома Чин, а южната част на Дайвиет се управлява от дома Нгуен. След дългогодишни препирни между Чин и Нгуен, през 1626 г. те започват война помежду си, която продължава до 1673 г.
През 1771 г. в Куи Нхон, част от Южен Дайвиет избухва революция, водена от трима братя от дома Тай Сон, свързан с Нгуен господарите. След като завземат властта на юг, през 1796 г. войската на династия Тай Сон се отправя на север, като превзема столицата за по-малко от два месеца. По-голямата част от династия Ле са избити, а тези които оцеляват бягат в Китай. Един от братята е провъзгласен за император с името Куанг Трунг, но властта му не продължава дълго. През 1802 г.
династия Нгуен си връща властта над обединен Виетнам, а лидера им е коронясан за император с името Гиа Лонг.

### Западно-Колониална Ера
Западното проникване във Виетнам започва, след като през 1516 г. в страната пристигат португалски мореплаватели, които до 1535 г. установяват португалско пристанище и търговски център край Файфо (Хой Ан). По-късно през 16 век пристигат още португалски мисионери, а след тях и други европейци. В тези години европейците са добре приети и развиват мощна търговия с оръжие, което продават на постоянно враждуващите (ок. 300 години) виетнамски династии.
След като през 1802 г. Нгуен Анх (император Гиа Лонг) взема властта във Виетнам, с което се слага край на постоянните войни и държавата е обединена, виетнамските владетели губят интерес към поддържането на връзки с европейците. Следващият император Манг Мин започва гонения срещу християнството, като освобождава всички френски съветници, екзекутира седем френски мисионери и неизвестен брой виетнамски християни. Този акт предизвиква голямо недоволство сред европейските нации, имащи апетити към Виетнам.
През 1858 г. френската армия предприема инвазия, която продължава до 1862 г., когато Виетнам попада в колониална зависимост от Франция. Държавата изкуствено е разделена на три части – Кохинхина (Южен Виетнам), Аннам (централен Виетнам) и Тонкин (Северен Виетнам), като заедно с Лаос и Камбоджа, става член на Френски Индокитай. Френската администрация налага значителни политически и културни промени на виетнамското общество, като въвежда западни правила във всички нива на администрацията, правейки латиницата официална писменост (преди това виетнамците използват китайски логограми за своя азбука). Към Виетнам потичат френски инвестиции с главна цел икономическа експлоатация на природните ресурси за директен износ. Виетнамският народ е впрегнат в производството на тютюн, индиго, чай, кафе, ориз, въглища, редки минерали и каучук. Водени от желанието си за печалби, френските управници напълно игнорират нарастващите викове за човешки права и самоуправление, което засилва недоволството в страната и развива мощни националноосвободителни движения, водени от Фан Бой Чау, император Хам Нгхи и „Комунистическата партия на Индокитай“ с лидер Хо Ши Мин.
Френски Индокитай съществува до 1941 г., когато французите губят контрола над колониите си, а Виетнам е окупиран от Япония.

### Първата Индокитайска Война
През 1941, Виетмин (Viet Minh) – комунистическото и националистическо освободително движение, изникнало под ръководството на Хо Ши Мин, се стреми към независимост на Виетнам от Франция, както и да се противопоставя на Японската окупация. След военното поражение на Япония и падането на Виетнамската ѝ колония през август 1945, Виетмин превземат Ханой и провъзгласяват временно правителство, което обявява независимост на 2 септември (Национален празник на страната). На 20 ноември 1946, започнала от Инцидента Haiphong, Първата Индокитайска война между Viet Minh и колониалните Френски сили продължила до 20 юли 1954, с победа на виетнамците.
Американските френски привърженици и Виетнамски лоялисти претърпели голяма стратегическа загуба при обсадата на Dien Bien Phu, което позволило на Хо Ши Мин да преговаря за прекратяване на военните действия от страната на победителя по време на Конференцията в Женева през 1954. Колониалната администрация приключила, когато Френски Индокитай бил разделен и оспорваната виетнамска колония спряла да съществува. Според Женевските споразумения държавата се разделяла по 17-ия паралел на Северен Виетнам на Хо Ши Мин и Южен Виетнам на Нго Дин Дием по пример на Корея. Разделението е замисляно като временна мярка до изборите през 1956, които никога не са се състояли, поради страха на французите и американците, че на тях може да победи Виетнамската комунистическа партия, която имала голяма подкрепа в цял Виетнам.

### Втората Индокитайска Война
По-късно Виетнамската комунистическа партия започва борба за национално обединение на Северен и Южен Виетнам. Това става по време на Втората Индокитайска Война или Виетнамската война. Тя завършва след превземането на Сайгон от Северновиетнамската армия и Виет Конг, на 30 април 1975 г.

### Виетнамо – Камбоджанска война
След края на Виетнамската война през 1975 г. и обединението на Виетнам, страната е въвлечена в нова война от камбоджанския комунистическия режим на „Червените кхмери“ и техния водач Пол Пот. Те започват геноцид срещу виетнамското малцинство в Камбоджа, като същевременно започват и провокации от страна на камбоджанците по границата между двете държави. Виетнам се намесва и сваля от власт режима на Пол Пот, който за три години на управление унищожава икономиката на Камбоджа и избива около два милиона души от собственото си население.

### Трета Индокитайска Война
След виетнамската победа в Камбоджа, започва изненадващо нападение на Китай над Виетнам през 1979 г. защото китайците са съюзници на Червените кхмери, но също така поради и повишаващото се влияние на Виетнам в Югоизточна Азия. Виетнам реагира бързо и отблъсква китайските войски на север от своята граница с помощта на своята армия която вече има голям боен опит от успешните войни, които води преди това с Франция, САЩ и Камбоджа. След края на Виетнамо-Китайската война (Трета Индокитайска Война), Виетнам се сближава още повече със Съветския съюз и става член на СИВ (Съветът за икономическа взаимопомощ) през 1978 г.

## Държавно устройство
В съответствие с конституцията на Виетнам, приета на 18 декември 1980 г., висш орган на държавната власт и законодателен орган е еднополатното Национално събрание, което се избира от населението през 5 години. В периода на сесии между Националното събрание, функция на колективен глава на държавата (колективен президент) изпълнява Държавният съвет. Висш изпълнителен орган в СРВ е Съветът на министрите. Органите на държавна власт извън столицата са народните съвети.
Ръководна сила на виетнамското общество е Комунистическата партия на
Виетнам (КПВ). Тя е създадена през 1930 г. от Хо Ши Мин и негови съмишленици.

## Административно деление
63 провинции, 3 града на централно подчинение – Ханой, Хайфон, Хошимин (Сайгон). Историко-географски области – Бакбо (северна), Чунгбо (централна) и Намбо (Южен Виетнам)

## Стопанство
Виетнам е бързо развиваща се страна с традиции в селското стопанство. През 1989 година страната преструктурира икономиката си от планова в смесена пазарна икономика със социалистическа ориентация. Оттогава насам Виетнам е сред най-бързо развиващите се държави в света, а този период остава известен като дой мой – „Обновлението“. След 2000 започва и процес на силно интегриране към световната икономика – включително и приемането на страната в Световната търговска организация.
Пътят към реформите обаче започва още през 1981 година с началото на третия петгодишен план (1981 – 1985), в който като основна цел е заложен компромисът между идеологическото и прагматическото мислене, децентрализация на плановата система и подобряване на кадровото образование и ръководни умения. Тази реформа идва след провала на първите два петгодишни плана след края на войната срещу САЩ.
Днес икономическата дейност е съсредоточена в малки и средни частни предприятия, докато големите предприятия със стратегическа важност остават в държавни ръце. През 2001 година Виетнамската комунистическа партия одобрява нов 10-годишен план, според който трябва да се засили ролята на частните предприятия, а в същото време да се запази водещата роля на държавата в икономиката. Голям проблем продължава да е ширещата се корупция, както и ефективността на управлението на пазарите. Икономическият растеж на Виетнам е силен, но започва от много ниско ниво заради Виетнамската война, станала причина за смъртта на милиони виетнамци.
Основен отрасъл е селското стопанство, като в него са заети 77 % от трудоспособното население. Основна култура – ориз (две реколти годишно – 30 млн. т. г.). Отглеждат се още батати, царевица, маниока, добитък – говеда и биволи – общо 4 млн. свине. Риболовът по традиция е добре застъпен.
Основа на промишленото производство е нефтената промишленост – 9.8 млн. т. добив (нефтените залежи на Виетнам са разположени в Южнокитайско море). Виетнам има голям запас от висококачествени въглища – 10.5 млн. т. Добивът на минерали и метали генерира 9,4% от БВП (за 2003), но като цяло в тази област са заети едва 0,7% от общата работна ръка.

## Население
Жителите на Виетнам възлизат на 86,5 милиона души.
Около 87% от населението на страната са виетнамци. Мнозинството от тях обитават областите около крайбрежието и устията на реките Меконг и Червената река. Във Виетнам съществуват около 60 малцинства (10 – 12% от цялото население), живеещи в планинските области на страната. Поради последното често са наричани планински народи. Китайците (на виетнамски „хоа“), с около 1 милион жители, както и етносите тай, кхмерите, мео, муонг и нунг са най-големите малцинства във Виетнам. Отношението на етническите виетнамци към малцинствата си остава проблемно, тъй като културата, езикът и начинът на живот на различните етноси в страната се различават значително едно от друго. По време на водените в миналото войни различните страни са се опитвали да използват малцинствата за своите военни цели. Демографският ръст в равнините и намесата на комунистическата партия и на държавната политика в живота на хората оставят малко място за съхранението на малцинствените групи и тяхната идентичност.
Със средно повече от 235 жители на кв. км. Виетнам е една от най-гъсто населените страни на Земята. Най-големите градове са Хо Ши Мин (с около 3,9 млн. жители) и столицата Ханой(с около 2,2 млн. жители). Пренаселеността и политическата ситуация в страната прогонват стотици хиляди виетнамци в чужбина, предимно в САЩ, след края на Виетнамската война. Голяма част от виетнамските емигранти напускат страната нелегално чрез допотопни плавателни средства. Именно тези хора стават известни като „хората от лодките“ или „boat people“.
Етнически състав – виети – 87,5 %, мъонг – 1,3 %, кхмери – 1,4 %, мео-яо – 1,5 %, тайски народи – 4,5 %, китайци – 1,7 %, зярай, еде, чам – 0,9 %, други – 1,2 %
Официален език – виетнамски с азбука до XVII в. – йероглифна, придобита от китайците, след това – латиница, принесена в страната от французите. Три диалекта – северен, централен и южен.
Конфесонален състав – будисти – 72,8 %, християни – 9,8 % (от тях католици – 93,7 %, протестанти – 6,3 %), мюсюлмани (сунити) – 0,1 %, индуисти – 0,1 %, конфуцианци и даоисти – 4,8 %, местни традиционни вярвания и култове – 3,7 %, синкретични (смесени) секти – 8,7 %. Извън страната живеят над 2 милиона виетнамци, които са не само бежанци от гражданската война, но и икономически емигранти, се заселват главно в САЩ (около 1 500 000 души), Канада (около 150 000 – 200 000 души), Франция (250 000), Германия (80 000), Австралия (150 000 души) и Русия. Градско население – 22 %.

## Транспорт
Шосета – 93 хил. км, 24 хил. км асфалтирани; жп линии – 2.7 хил. км, 6 хил. км речни пътища. Главни пристанища – Хошимин, Хайфон, Дананг, Хонгай, Камфа. Международни летища – Ханой и Хошимин.

## Туризъм
Страната се посещава годишно от 4 милиона и 180 хил. туристи (за 2007), което я прави на 46 място в света по посещаемост.
От София до Ханой – 7847 км
- Прекрасни гледки от Виетнам
- Водопадите Ban Gioc в Северен Виетнам на Китайско-Виетнамската граница.
- Залива Ha Long Bay се намира в природния резерват Cat Ba, близо до град Хайфон.